# Johann Blumenstock
Johann Blumenstock (* vor 1701 in Augsburg; † nach 1719 in Memmingen) war ein deutscher Glockengießer und Stückgießer.

## Leben
Er absolvierte bei Johann Jacobi in Berlin im Jahre 1701 eine Lehre zum Glockengießer. Nachdem er im oberschwäbischen Memmingen 1702 geheiratet hatte, siedelte er dorthin um. Dort ist er bis zum Jahre 1719 nachgewiesen.